# Důl McArthur River
Kanadský Důl McArthur River (anglicky McArtur River Uranium Mine) je nejproduktivnější uranový důl na světě. Tento hlubinný důl se nachází v provincii Saskatchewan v centrální části Kanady, na území nejrozlehlejší a nejseverněji položené saskatchewanské divize č. 18 - Saskatchewan Census Division No. 18. Důl leží 620 km vzdušnou čarou směrem na sever od Saskatoonu, největšího města zmíněné provincie. Důl McArthur River je ze 70 % ve vlastnictví kanadské společnosti Cameco, zbylých 30 % náleží francouzské společnosti Orano Mining, jejíž předchůdkyní byla Areva (Areva Resources Canada), nástupkyně společnosti COGEMA. 

## Athabaská pánev
Důl McArthur River se nachází v Athabaské sedimentární pánvi  (anglicky Athabasca Basin) při západním okraji Kanadského štítu.  

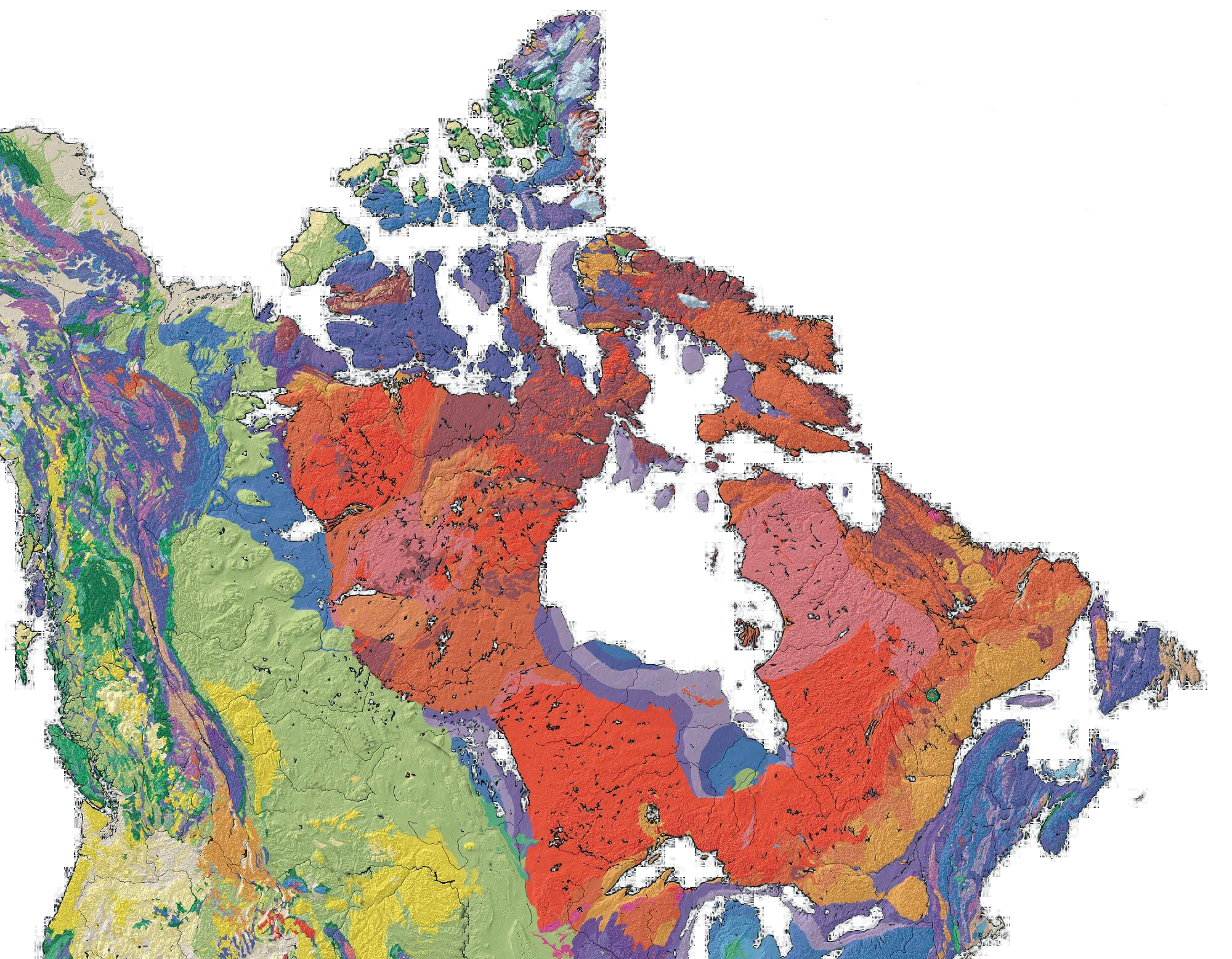
Geologická mapa Kanady, Kanadský štít je vyznačen červeně

Leží zhruba 230 km jihovýchodně od jezera Athabasca a 80 km směrem na severovýchod od bývalého povrchového uranového dolu a pozdější úpravny uranové rudy Key Lake, který byl vybudován při jižním okraji athabaských uranových ložisek, jež jsou nejbohatší na světě. 
Na severovýchod od Dolu McArthur River je v provozu podobně výnosný Důl Cigar Lake (Cigar Lake Mine), ve stejném směru pak o něco dále ještě leží uranové doly McClean Lake (McClean Lake Mine) a Rabbit Lake (Rabbit Lake Mine) poblíž jezera Wollaston. Severozápadně od Dolu McArtur River, směrem k jezeru Athabasca, byl v letech 1980 až 2002 činný uranový důl Cluff Lake (Cluff Lake Mine), kde byl kombinován povrchový a hlubinný způsob těžby.
Kanada je s 15% podílem druhým největším světovým producentem uranu. Od roku 2009 první místo na světě náleží Kazachstánu, jehož produkce téměř dvojnásobně převyšuje produkci Kanady. Třetí v pořadí je Austrálie a čtvrtá Namibie.

## Historie
Ložisko na McArthurově řece (McArthur River) bylo odkryto v roce 1988. Těžba, která probíhá v hloubce 500 - 600 metrů, zde byla zahájena v roce 2000. V roce 2012 se Důl McArthur River podílel na světové produkci uranu 13 procenty, což jej zařadilo na první místo na světě. Vzhledem k dlouhodobé stagnaci světových cen uranu společnost Cameco v roce 2017 avizovala, že v následujícím roce 2018 bude v tomto dole těžba uranu částečně utlumena.

## Dostupnost
Spojení do dolu je zajišťováno především letecky - 2,8 km směrem na východ od těžního prostoru se nachází letiště McArthur River Airport. K dolu vede od jihu též pozemní komunikace. Tato silnice, která je pokračováním Saskatchewan Highway 914, oficiálně končící u Dolu Key Lake, je v soukromém vlastnictví firmy Cameco. 